# 22401 Еґісто
22401 Еґісто (22401 Egisto) — астероїд головного поясу, відкритий 24 лютого 1995 року.
Тіссеранів параметр щодо Юпітера — 3,122.